# レックス (レンタル会社)
株式会社レックスは、日本の企業で計測機器（測定器、計量器、測量機、検査機器、試験機器）に特化したレンタル会社。1983年設立。所在地は兵庫県西宮市で、代表取締役は正垣嘉之。

## 概要
株式会社レックスは計測機、非破壊検査器、計測システムのレンタルから、 計測機器校正まで幅広くサポートするリーディングカンパニーである。
2014年現在は、1,000種、20,000台以上の測定器、測量機、計測機器等をそろえ、全国への貸し出しを行っている。また、海外へのレンタルも行っている。土木建築分野のゼネコン、コンサルタントなどの建設関連企業を中心にプラント関連企業、一般企業、メーカー、官公庁まで幅広い顧客を抱えている。
2011年3月11日の福島第一原子力発電所事故以降、放射線測定器への問い合わせ、申し込みが殺到し、多い時は1日数百件にのぼった。
レンタルの他に情報化施工に特化した計測システムのレンタル・計測機器の校正・点検・修理事業も行っている。
主に20-1000万円の高価格帯製品のレンタルに特化していたが、2013年には、顧客からの相談や要望が増えたため、2-30万円の中低価格帯の計測器、システムの販売をグループ会社にて始めた。

## 沿革
- 1978年（昭和53年）3月 測量機器・土木計測機器・公害計測機器・工業計測機器・気象観測機器の販売を目的とし、太陽光産の名前で神戸市内で創業。
- 1983年（昭和58年）3月 資本金600万円で株式会社太陽光産を設立し、法人組織に改組。本社を西宮市に置く。測量機器・土木計測機器・公害計測機器・工業計測機器・ 気象観測機器のレンタル事業部を設立。
- 1988年（昭和63年）2月 資本金を1,000万円に増資。
- 1988年（昭和63年10月 資本金を1,800万円に増資。
- 1990年（平成2年）11月 資本金を3,000万円に増資。
- 1992年（平成4年）5月 資本金を5,000万円に増資。
- 1992年（平成4年）10月 関東営業本部を設立。
- 1993年（平成5年）3月 創業15年を機に社名及びロゴマークを変更し、新社名を株式会社レックスとする。
- 1997年（平成9年）12月 本社を西宮市内で移転。
- 1999年（平成11年）1月 計量証明事業所登録。計証第音43号（騒音）、計証第振24号（振動）。
- 2000年（平成12年）8月 ホームページ開設し、IT事業部を発足。
- 2000年（平成12年）10月 ISO9002認証取得。適用規格：JISZ9902:1998/ISO9002:1994 登録番号:JMAQA-810　登録日:2000年10月10日。
- 2001年（平成13年）10月 本社を西宮市内で移転。
- 2003年（平成15年）10月 ISO9001認証取得。適用規格:JISQ9001:2000/ISO9001:2000 登録番号:JMAQA-810　登録改定日:2003年8月5日。
- 2003年（平成15年）7月 関東営業本部を統括総合ITセンタとして、本社に統合。
- 2005年（平成17年）1月 日本測量機器工業会（JSIMA）校正・検査認定制度に基づく校正・検査事業者の認定を受ける。認定区分:一般測量機・トータルステーション   認定番号:J1602005。
- 2006年（平成18年）4月 JSIMA 校正・検査事業者の認定区分に総合レーザ測量機器を追加。
- 2007年（平成19年）7月 放射性同位元素賃貸業の届出事業所となる。届出番号:賃 第30号（表示付認証機器のみ）。
- 2008年（平成20年）5月 大宇ジャパン株式会社販売代理店契約を締結。
- 2011年（平成23年）3月 JSIMA校正・検査認定番号がJ1609007に更新。
- 2012年（平成24年）3月 カスタマーサポートセンター東京・東北設立、海外向けウェブサイト開設。
- 2012年（平成24年）5月 カスタマーサポートセンター九州設立。
- 2012年（平成24年）6月 カスタマーサポートセンター中部設立。
- 2012年（平成24年）10月 役員改選により代表取締役社長・正垣 嘉之就任。
- 2013年（平成25年）7月 計測機器校正・点検専門サイト「校正マスター」開設。

## 事業内容

### 計測器レンタル

#### 測定器
- 非破壊検査機 - 鉄筋探査機、埋設管気象観測機器、ピンホール探知器、漏水探知器、筋交い探知器、金属気象観測機器、工業用ビデオスコープ、管内検査カメラ、超音波厚さ計、超音波探傷器、磁粉探傷器、膜厚計、亀裂深度計、放射温度計、赤外線サーモグラフィ他
- 環境関連機器 - 騒音計、振動計、低周波レベル計、レベルレコーダー、騒音振動レベル処理器、pH計、導電率計、雑音発生器、床衝撃音発生器騒音、振動レベル表示器他
- 気象観測機器 - 風向風速計、風杯型風速計、温湿度計、雨量計、気圧計、日射計、放射収支計、ウエザーモニター、日照計、積雪深計、流速計、水位計、波高計、音響測深機、電子天秤、クレーンスケール、車両重量計、流量計、荷重計・変位計、ロガー・ロードメーター、生コン水分計、赤外線水分計、木材水分計、コンクリート・モルタル水分計他
- 岩盤・地盤試験機- RI測定器、孔内傾斜計、載荷試験機、弾性波測定器、貫入試験機、土壌硬度計、現場密度測定器、点載荷非破壊検査機、土壌pH計、ロックハンマー、地盤傾斜計、地滑り計、生コン水分計、定温乾燥器、エアメーター、フロー試験器、スランプ試験器、泥水試験器、生コン塩分濃度計他
- 安全衛生機器 - 可燃性ガス検知器、複合型ガス検知器、酸素濃度計、空気呼吸器、粉塵計、ホルムアルデヒド測定器、においセンサー、二酸化炭素検知器、硫化水素検知器他

#### 測量機
- レベル - ティルティングレベル、自動レベル、精密レベル、精密デジタルレベル、回転レーザレベル他
- セオドライト（トランシット）- 光学セオドライト、電子セオドライト、モータ駆動電子セオドライト、精密セオドライト、レーザーセオドライト、レーザーデジタルセオドライト他
- トータルステーション - 精密トータルステーション、ジャイロステーション、三次元測定システム（内空変位測定）、ノンプリズムトータルステーション、ノンプリズムレーザートータルステーション、ノンプリレーザーモーター駆動ステーション、自動追尾トータルステーション他
- 鉛直器 - 天頂鉛直器、天底鉛直器、天頂天底鉛直器、レーザポイント他
- 距離計 - 光波距離計、ノンプリ光波距離計、ノンプリレーザー距離計他
- レーザー - レーザー照準器、配管レーザー他
- GPS - 1周波GPS、2周波GPS、GPSアンテナポール他

### 情報化施工
- NETIS登録商品
- 情報化施工
- 作業環境計測
- GPS測量
- 変位計測
- 気象計測

### 計測機器校正点検
日本測量機器工業会やメーカーのメンテナンス認定を受け、計測器の校正を行っている。

#### ISO9001認証取得情報
適用規格　ISO 9001:2008 （JIS Q 9001:2008） 品質マネジメントシステム

#### 測量機の修理
レベル、セオドライト、トータルステーション他、メーカー・機種問わず修理が可能である。
メーカーでのサービス終了機器でも、部品があれば、修理可能。